# Der ungläubige Thomas (Caravaggio)
Der ungläubige Thomas ist eines der berühmtesten Gemälde des italienischen Barock-Meisters Caravaggio, geschaffen um 1601–1602. Es gibt zwei autographe Versionen von Caravaggios ungläubigem Thomas, eine kirchliche „Triester“ Version für Girolamo Mattei (jetzt in einer Privatsammlung) und eine weltliche „Potsdamer“ Version für Vincenzo Giustiniani (Pietro Bellori), die später in die königliche Sammlung Preußens gelangte, den Zweiten Weltkrieg unbeschadet überstand und jetzt in der Bildergalerie im Park Sanssouci in Potsdam zu bestaunen ist.
Es zeigt die Episode, die zu dem Begriff „Zweifelnder Thomas“ führte, der offiziell als „Der ungläubige Thomas“ bekannt ist und in der christlichen Kunst mindestens seit dem 5. Jahrhundert häufig dargestellt und für verschiedene theologische Aussagen verwendet wurde. Nach dem Johannesevangelium verpasste der Apostel Thomas eine der Erscheinungen Jesu vor den Aposteln nach seiner Auferstehung und sagte: „Wenn ich nicht die Spuren der Nägel in seinen Händen sehe und meinen Finger dorthin lege, wo die Nägel waren, und meine Hand in seine Seite lege, werde ich nicht glauben“. Eine Woche später erschien Jesus und sagte zu Thomas, er solle ihn berühren und aufhören zu zweifeln. Dann sagte Jesus: „Weil du mich gesehen hast, hast du geglaubt; selig sind die, die nicht gesehen und doch geglaubt haben.“
Die beiden Bilder zeigen in einer demonstrativen Gestik, wie der zweifelnde Apostel seinen Finger in die Seitenwunde Christi legt, wobei dieser ihm seine Hand führt. Der Ungläubige ist wie ein Bauer dargestellt, mit einem an der Schulter aufgerissenen Gewand bekleidet und mit Schmutz unter den Fingernägeln. Die Bildkomposition ist so angelegt, dass der Betrachter am Geschehen unmittelbar beteiligt wird und die Intensität des Vorgangs gleichsam mitempfindet.
Es ist noch anzumerken, dass bei der kirchlichen Version des ungläubigen Thomas sich der Oberschenkel von Christus bedeckt zeigt, während bei der weltlichen Version des Gemäldes der Oberschenkel von Christus sichtbar ist.

## Analyse
Das Gemälde zeichnet sich durch starke Hell-Dunkel-Kontraste aus. Das Gesicht von Thomas zeigt Überraschung, als Jesus seine Hand hält und sie in die Wunde führt. Das Fehlen eines Heiligenscheins betont die Körperlichkeit des auferstandenen Christus. Hinter Thomas stehen zwei andere Apostel, wahrscheinlich der Heilige Petrus und der Heilige Johannes der Evangelist. Petrus ist Gegenstand anderer Werke von Caravaggio, nämlich der Kreuzigung des Heiligen Petrus (1601) und der Verleugnung des Heiligen Petrus (1610).
Caravaggio, in der horizontalen Dimension der Leinwand, „fotografiert“ den Moment der Beobachtung in einem Dreiviertel-Rahmen, in dem er die vier Figuren auf einem neutralen und dunklen Hintergrund anordnet.
Das ermöglicht, die Aufmerksamkeit des Betrachters auf Thomas’ Kopf zu fokussieren, während das Licht die Stirn, das Profil und die klare Seite Christi erhellt und uns so erlaubt, die Aufmerksamkeit auf die ängstliche und verunsicherte Haltung des Thomas zu lenken, der von Christus getröstet wird und dem er seinen Kopf entgegen neigt.
Die nahe Anordnung der vier Köpfe und ein Dreieck von Blicken, mit dem Schwerpunkt auf Thomas’ Geste, ermöglicht eine weitere emotionale Konzentration des Blicks des Betrachters, der sich nun auf das Zentrum des „Dramas“ konzentrieren kann: die Offenbarung der realen Gegenwart im Fleisch Jesu. Caravaggio zeigt den Apostel Thomas, der, nach einer gewissen ikonographischen Tradition, einen Finger in die Speerwunde Jesu steckt, während zwei weitere Apostel die Szene beobachten.
Der Gesichtsausdruck von Christus ist in der Einfachheit und Schönheit nur mit der Mona Lisa von Leonardo zu vergleichen. Auch auf der kompositorischen Ebene beobachten wir das Schneiden zweier Hauptachsen, der horizontalen, die aus dem Arm des Thomas und den Händen Jesu besteht und der vertikalen, die vom Kopf der beiden Apostel (oder besser zwischen beiden Häuptern) verläuft und genau am Hals des Apostels Thomas weitergeht. Abgerundet wird diese Anordnung durch einen Bogen, der von den beiden Rücken des Thomas und des Christus, gebildet wird: Eine bewundernswerte Verzahnung menschlicher Formen in den Vordergrund „geworfen“, mit großer emotionaler Wirkung. Die Geste des Thomas und die Hand Christi, die ihn begleitet, explodieren in einer außergewöhnlichen „zoomata“, verstärkt durch das von links kommende Licht (das Licht der Offenbarung), das den Zweifel, das Erstaunen (in den Fronten der Apostel) und die Wirklichkeit des lebendigen Fleisches des Erretters erhellt.
Dieses Bildmotiv ist wahrscheinlich mit dem Bild Matthäus und der Engel (1602) und der Opferung Isaaks (1603) verwandt, die alle ein gemeinsames Modell haben. Das Potsdamer Bild gehörte Vincenzo Giustiniani, bevor es in die königliche Sammlung Preußens gelangte.
Eine weitere Version von „Der ungläubige Thomas“ wurde in Triest, Italien, in einer Privatsammlung wiederentdeckt. Es wurde im Maurizio Marini corpus catalogico Michelangelo Merisi da Caravaggio „pictor praestantissimus“ Newton Compton - 2005 in der Position Q50 veröffentlicht. Das Gemälde ist vom „Ministero per i Beni e le Attività Culturali Sopraintendenza Regionale del Friuli - Venezia Giulia“ als „d’interesse artistico e storico“ deklariert. Seine Echtheit wurde von mehreren Experten, darunter Maurizio Marini und Denis Mahon, bescheinigt und vom Gericht in Triest bestätigt.

## Geschichte

### Potsdamer Version (Weltliche)
Im Jahr 1606 erwähnte der Bankier Vincenzo Giustiniani dieses Thema in einer Kopie in Genua, und zwanzig Jahre später wurde das Gemälde im Inventar der Giustiniani-Sammlung erwähnt, was darauf hindeutet, dass der Bankier selbst das Werk in Auftrag gegeben hat, eine Hypothese, die in einigen Quellen bestätigt wird.
Der düstere Realismus des Werkes konnte übrigens nur von einem der größten Anhänger Caravaggios begrüßt werden. Aus dem Giustiniani-Inventar von 1638 erfahren wir, dass es „in der Stanza Grande de Quadri Antichi ... un quadro sopraporto di mezze figure con l’Historia di San Tomasso che toucca il Costato di Christo col dito depito in tela alto pal. 5 pal.larg.6 von der Hand Michelangelo da Caravaggios mit einem schwarzen Rahmen, der mit Gold profiliert und guillochiert ist“. Bellori schrieb 1672 über das Potsdamer Gemälde: „Der heilige Thomas, der seinen Finger in die Wunde an der Seite des Herrn legt, der seine Hand nahe an die Wunde legt und seine Brust mit einem Tuch entblößt, indem er sie vom Heck entfernt“. Nach der Zerstreuung der Giustiniani-Sammlung wurde das Bild nach Preußen geschickt und 1816 vom Staat angekauft, nach Schloss Charlottenburg und später in die Bildergalerie in Potsdam gebracht. Dort befindet es sich noch heute, nachdem es 1945 von der Roten Armee beschlagnahmt und 1958 von der Sowjetunion zurückgegeben wurde.

### Triester Version (Kirchliche)
Giovanni Baglione erwähnte im Jahr 1642 in seinem Bericht (S. 137), das die Familie Mattei der Auftraggeber dieser Triester Version des ungläubigen Thomas war. Michelangelo Merisi da Caravaggio war von 1601 bis 1603 Gast der Gebrüder Ciriaco Mattei und Kardinal Girolamo Mattei in dessen Familienpalast (heute Caetani in der Via delle Botteghe Oscure, Roma). Man darf glauben, dass Mattei tatsächlich bei dem Künstler solch ein Thema „Der ungläubige Thomas“, in Form einer gegenreformatorischen Trilogie, zusammen mit „Die Gefangennahme Christi“ (heute in der irischen Nationalgalerie in Dublin) und „Das Abendmahl in Emmaus“ (heute in der National Gallery, London) in Auftrag gegeben hat. Der erste Besitzer war laut Inventarliste vom 19. November 1608 der französische Botschafter Philippe de Béthune, Graf von Selles, Minister von König Heinrich IV. Während der Revolution wurde das Gemälde beschlagnahmt. Die Spuren des Triester Gemäldes sind seit dem Schloss von Selles-sur-Cher, nach verschiedenen Erbschaften, verloren gegangen. Dieses „Mattei-Exemplar“ findet sich dann im 19. Jahrhundert im Besitz des Zaren in der Sammlung der Eremitage in der russischen Botschaft in Rom wieder. 1918 wurde das Gemälde dann im Zuge der Auflösung des gesamten Botschaft Inventars in Rom, bei einer privaten Auktion mit der Losnummer 728 versteigert. Das Gemälde landete dann in Triest bei dem Gründer der Banca Intesa Sanpaolo und wurde 2019 an eine Privatsammlung nach Österreich verkauft. Dieses Gemälde ist laut historischer Forschung von Maurizio Marini und Dario Succi, Sir Denis Mahon, Mina Gregori, Federica Gasparrini, Maria Ranacher, Michela Fasce sowie Roberta Lapucci, eine eigenhändige Fassung von Caravaggio unter Mitarbeit seines Meisterschülers namens Prospero Orsi.

### Die Pentimenti in der Triester Version
Mit Hilfe der neuesten Untersuchungstechniken konnte die Veränderungen des Entwurfs zwischen der ersten zeichnerischen Phase und der zweiten Malphase beobachtet werden. Interessanterweise enthielt die ursprüngliche Komposition zusätzlich zu den vier Figuren des endgültigen Gemäldes zwei weitere, die fast eine Pyramide bildeten und den oberen Teil in einer szenischen dritten Ebene ausfüllten. Diese beiden Männer, die in der Planungsphase anwesend waren, wurden von der endgültigen Komposition des Gemäldes ausgeschlossen und durch den braunen Hintergrund verdeckt. In der Figur ganz rechts ist im Auge und im Abrutschen der Wange eine Reue zu erkennen. Ursprünglich war dieses Gesicht mehr als drei Viertel der Höhe positioniert; in der endgültigen Fassung ist es im Profil. Diagnostische Untersuchungen der Triester Version haben auch noch einige weitere „Pentimento“ ergeben, die die Möglichkeit ausschließen, dass es sich um eine zeitgenössische Replik handeln könnte. Sie zeugen von dem Zögern und den Änderungen, die der Künstler Caravaggio während des Malens an der Komposition vorgenommen hat und verraten daher, dass es sich um ein Originalwerk aus der Hand von Caravaggio handelt. Die Pentimenti sind zahlreich und mit bloßem Auge und mit UV-Strahlen, IR-Strahlen oder Röntgenstrahlen sichtbar und bilden eine wesentliche Quelle für den Werkprozess dieses Gemäldes, welche es uns jetzt erlaubt, alle Theorien zu widerlegen, dass dieses Gemälde eine Kopie ist.

### Derzeitiger Zustand des Gemäldes der Triester Version
Im Jahr 2022 wurde das Gemälde „Der ungläubige Thomas“ in Florenz gereinigt und aufwendig untersucht. Das Ergebnis: Die Pentimenti, die bei der durchgeführten Reinigung des vorliegenden Gemäldes entdeckt wurden, bestätigen, dass es sich wahrscheinlich sogar um die erste Version von Caravaggios Interpretation dieses Themas handelt.
Die technischen und radiographischen Analysen und Röntgenuntersuchung haben Pentimenti (keine einfachen Korrekturen) in einem solchen Ausmaß aufgedeckt, dass auch die Hypothese, es handele sich um eine Kopie, undenkbar erscheinen. Der Beweis, dass es ein Original von Caravaggio ist, geht auch ganz klar aus dem Transparenzprofil hervor. Aus den diagnostischen Untersuchungen des Gemäldes ergaben sich sehr interessante Aspekte hinsichtlich der Maltechnik. Und in diesem Sinne erscheint der Prozess des Malers deutlich lesbar, der in der Lage ist, die Zeichnung zu entwickeln und sie dem kreativen Impuls anzupassen, der sich frei von den Zwängen eines vordefinierten Designs manifestiert, während sich die Komposition allmählich an die Grenzen der Leinwand anpasst, um dem Betrachter die Emotionen der Geschichte besser zu vermitteln. Wir haben es also nicht nur mit einfachen Pentimenti zu tun, sondern mit einer echten plastischen und poetischen Neudefinition des gesamten Gemäldes. Dies schließt eine Kopie somit vollkommen aus. Kurzum, nach Meinung einiger führender Caravaggio-Forscher wie Mina Gregori, Denis Mahon, Maurizio Marini, dokumentarischer Forschung, diagnostischer Untersuchungen, d. h. eine stilistische und formale Analyse ohne Vorurteile und bei Betrachtung des Gemäldes selbst, nicht einer oft schlechten fotografischen Reproduktion, laufen alle diese Elemente zusammen, dieses Gemälde als ein Autograph von Merisi zu betrachten. In jedem Fall handelt es sich hier um ein Original von hervorragender Qualität. «Ein Nachahmer nimmt keine Änderungen vor, er kopiert.»
Die geschlossene, elliptische Struktur der zentralen Komposition ähnelt der anderer Werke aus der Zeit zwischen 1600 und 1602, wie der mit dem Titel „Die Grablegung Christi“.
Eine letzte Bemerkung betrifft die so genannte „Rettungstechnik“, die Caravaggio anwandte, um die Abschürfungen einiger Fragmente darzustellen: Sie besteht darin, das darunter liegende Präparat der Leinwand als Farbe zu verwenden und es mit einem besonders wirkungsvollen „ziegelroten“ Effekt sichtbar zu machen. Dies sind Merkmale, die nur in einem Prototyp und nicht in einer Replik oder, am wenigsten, in einer Kopie zu finden sind und somit ein weiterer Beweis für die Authentizität dieses Werkes. Die Technik dieses Gemäldes, die sich in seiner außergewöhnlichen Qualität offenbart, entwickelt sich durch sich überlagernde Farbschichten, die ein klares, erklärendes Projekt unterstreichen. Was die rein technischen Aspekte der Ausführung betrifft, so wurde festgestellt, dass das Gemälde einen Träger aus einer einzigen Leinwand hat, deren Textur, was die Anzahl der Fäden angeht, im Röntgenvergleich mit der des „Heiligen Johannes des Täufers“ in der Kapitolinischen Kunstgalerie identisch erscheint. Die Triester Version „Der ungläubige Thomas“ ist im Maurizio Marini corpus catalogico Michelangelo Merisi da Caravaggio „pictor praestantissimus“ Newton Compton - 2005 in der Position Q50 veröffentlicht. Das Gemälde ist vom „Ministero per i Beni e le Attività Culturali Soprintendenza Regionale del Friuli - Venezia Giulia“ als „d’interesse artistico e storico“ deklariert.